# Liste de films tournés en Corse
Un certain nombre d'œuvres cinématographiques et télévisuelles ont été tournés en Corse (Haute-Corse et Corse-du-Sud).
Voici une liste à compléter de films, téléfilms, feuilletons télévisés, films documentaires... tournés en Corse, classés par commune et lieu de tournage et date de diffusion
- Haut – A
- B
- C
- D
- E
- F
- G
- H
- I
- J
- K
- L
- M
- N
- O
- P
- Q
- R
- S
- T
- U
- V
- W
- X
- Y
- Z

## Lieux à déterminer
- 1924 : Les Ombres qui passent, film d'Alexandre Volkoff
- 1929 : Les trois masques, film d'André Hugon
- 1962:  L'Œil du Monocle, film de Georges Lautner, lieux du tournage à  Bonifacio en Corse-du-Sud
- 1962 : Les Frères corses, film d'Anton Giulio Majano
- 1969 : L'Arbre de Noël, film de Terence Young
- 1991 : Corsica, film de Nico Cirasola, Gianfrancesco Lazotti, Giorgio Molteni (it), Italo Spinelli (it) et Pasquale Squitieri
- 2003 :  L'Enquête corse de Alain Berberian, entre Corse-du-Sud et Haute-Corse, principalement
- 2003 : Errance, film de Damien Odoul
- 2004 : Le cadeau d'Elena, film de Frédéric Graziani
- depuis 2006 : Mafiosa, le clan, série télévisée de Hugues Pagan
- 2011 : Au cul du loup, film de Pierre Duculot
- 2013 : Vive la France, film de Michael Youn
- 2019 : Capitaine Marleau `Saison 3, Épisode 4 : Pace e salute, Marleau ! série télévisée de Josée Dayan
- 2021 : Le Permis de construire de Éric Fraticelli, en Balagne, région de Haute-Corse

## A
- Ajaccio
  - 1927 : Napoléon, film d'Abel Gance, un des derniers grands succès français du cinéma muet
  - 1954 : Corsican Holiday, film de Douglas Rankin (court-métrage)
  - 1955 : Napoléon, film franco-italien de Sacha Guitry
  - 1961 : Casabianca (Pirate Submarine), film de Georges Peclet
  - 1962 : Adieu Philippine, film de Jacques Rozier
  - 1997 : Les Randonneurs, film français de Philippe Harel.
  - 1998 : Les Sanguinaires, film de Laurent Cantet.
  - 2001 : The Amazing Race, série américaine réalisée par Elise Doganieri et Bert Van Munster (saison 6 épisode 9).
  - 2004 : L'Enquête corse, film d'Alain Berbérian.
  - 2004 : Trois petites filles, film français de Jean-Loup Hubert.
  - depuis 2006 : Mafiosa, série télévisée de Hugues Pagan.
  - 2008 : Les plages d'Agnès, film d'Agnès Varda : port
  - 2008 : Joueuse, film de Caroline Bottaro
  - 2013 : Les Apaches, film de Thierry de Peretti
  - 2014 : Les Francis, film de Fabrice Begotti
- Asco
  - Le silence, film d'Orso Miret

- Haut – A
- B
- C
- D
- E
- F
- G
- H
- I
- J
- K
- L
- M
- N
- O
- P
- Q
- R
- S
- T
- U
- V
- W
- X
- Y
- Z

## B
- Bastia
  - 1955 : Cela s'appelle l'aurore, film franco-italien de Luis Buñuel
  - 1975 : Rosebud, film américain de Otto Preminger.
  - 1978 : Forza Bastia, documentaire français de Jacques Tati et Sophie Tatischeff.
  - 1999 : Trois saisons, téléfilm d'Edwin Baily
  - 2000 : Les Déracinés, téléfilm français de Jacques Renard.
  - 2004 : L'Enquête corse, film français d'Alain Berbérian
  - 2007 : L'Homme de Londres, film britannico-germano-hongrois de Bela Tarr et inspiré d'un roman de Georges Simenon
  - 2010 : La marche de l'Enfant Roi (64e Festival de Cannes) de Magà Ettori
  - 2011 : I Tercani de Magà Ettori
  - 2015 : Tamasha, film indien de Imtiaz Ali
- Bocognano
  - 2014 : Les Francis, film de Fabrice Begotti
- Bonifacio
  - 1952 : Manina, la fille sans voile, film de Willy Rozier
  - 1961 : Les canons de Navarone, film de Jack Lee Thompson
  - 1962 : L'œil du Monocle, film de Georges Lautner
  - 1963 : OSS 117 se déchaine, film d'André Hunebelle
  - 2004 : Trois petites filles, film français de Jean-Loup Hubert.
  - 2007 : Détrompez-vous, film de Bruno Dega : Hôtel et Spa des Pêcheurs, île de Cavallo
  - 2014 : Les Francis, film de Fabrice Begotti
  - 2015 : Tamasha, film indien de Imtiaz Ali
  - 2015 : Nos femmes de Richard Berry[1]
- Brando
  - 2004 : L'Enquête corse, film d'Alain Berberian

- Haut – A
- B
- C
- D
- E
- F
- G
- H
- I
- J
- K
- L
- M
- N
- O
- P
- Q
- R
- S
- T
- U
- V
- W
- X
- Y
- Z

## C
- Calvi
  - 1962 : Adieu Philippine, film de Jacques Rozier
  - 1972 : Le Fils, film de Pierre Granier-Deferre, avec notamment Yves Montand et Marcel Bozzuffi.
  - 1997 : Les Randonneurs, film de Philippe Harel
  - 1988 : Le Grand Bleu, film dramatique franco-italo-américain de Luc Besson ; certaines scènes ont été tournées dans la baie de Calvi et au large de la Revelatta.[réf. nécessaire]
  - 1999 : Anna en Corse, film de Carole Giacobbi
  - 2001 : The Amazing Race, série américaine de Élise Doganieri et Bert Van Munster.
  - 2004 : Un long dimanche de fiançailles, film de Jean-Pierre Jeunet[2]
  - 2004 : Trois petites filles, film français de Jean-Loup Hubert.
- Canari
  - 2012 : Comme des frères, film de Hugo Gélin
- Cargèse
  - 2010 : Itinéraire bis, film de Jean-Luc Perreard avec Fred Testot et Leïla Bekhti
  - 2014 : Disparus, téléfilm de Thierry Binisti
- Castineta
  - 2005 : Colomba, téléfilm de Laurent Jaoui
- Cervione
  - 2004 : L'Enquête corse, film d'Alain Berberian
- Chiastra
  - 2004 : L'Enquête corse, film d'Alain Berberian : barrage d'Alesani
- Corte
  - 1997 : Les Randonneurs, film de Philippe Harel
  - 2007 : L'élection - Die Wahl, film de Lea Dietrich : à la Bergerie de Vaccaghja
  - 2017 : La Papesse Jeanne de Jean Breschand
- Coti-Chiavari
  - 2014 : Les Francis, film de Fabrice Begotti

- Haut – A
- B
- C
- D
- E
- F
- G
- H
- I
- J
- K
- L
- M
- N
- O
- P
- Q
- R
- S
- T
- U
- V
- W
- X
- Y
- Z

## D
- Haut – A
- B
- C
- D
- E
- F
- G
- H
- I
- J
- K
- L
- M
- N
- O
- P
- Q
- R
- S
- T
- U
- V
- W
- X
- Y
- Z

## E
- Erbalonga (port de pêche de Brando)
  - 2004 : L'Enquête corse, film d'Alain Berberian

- Haut – A
- B
- C
- D
- E
- F
- G
- H
- I
- J
- K
- L
- M
- N
- O
- P
- Q
- R
- S
- T
- U
- V
- W
- X
- Y
- Z

## F
- Figari (aéroport)
  - 2004 : L'Enquête corse, film d'Alain Berbérian.
- Fozzano
  - 2004 : L'Enquête corse, film d'Alain Berbérian.
  - 2014 : Les Francis, film de Fabrice Begotti[3]

- Haut – A
- B
- C
- D
- E
- F
- G
- H
- I
- J
- K
- L
- M
- N
- O
- P
- Q
- R
- S
- T
- U
- V
- W
- X
- Y
- Z

## G
- Girolata
  - 1962 : Adieu Philippine, film de Jacques Rozier
  - 1967 : La Loi du Survivant, film de José Giovanni
- GR 20
  - 1997 : Les Randonneurs, film de Philippe Harel

- Haut – A
- B
- C
- D
- E
- F
- G
- H
- I
- J
- K
- L
- M
- N
- O
- P
- Q
- R
- S
- T
- U
- V
- W
- X
- Y
- Z

## I
- Ile Rousse
  - 1975 : Rosebud, film américain d'Otto Preminger.
  - 2004 : L'Enquête corse, film d'Alain Berberian
  - 2004 : Trois petites filles, film français de Jean-Loup Hubert.

- Haut – A
- B
- C
- D
- E
- F
- G
- H
- I
- J
- K
- L
- M
- N
- O
- P
- Q
- R
- S
- T
- U
- V
- W
- X
- Y
- Z

## J
- Haut – A
- B
- C
- D
- E
- F
- G
- H
- I
- J
- K
- L
- M
- N
- O
- P
- Q
- R
- S
- T
- U
- V
- W
- X
- Y
- Z

## K
- Haut – A
- B
- C
- D
- E
- F
- G
- H
- I
- J
- K
- L
- M
- N
- O
- P
- Q
- R
- S
- T
- U
- V
- W
- X
- Y
- Z

## L
- Lama
  - 1999 : Trois saisons, téléfilm d'Edwin Baiky
- Lavezzi (îles)
  - 1952 : Manina, la fille sans voile, film de Willy Rozier
  - 1962 : L'œil du Monocle, film de Georges Lautner

- Haut – A
- B
- C
- D
- E
- F
- G
- H
- I
- J
- K
- L
- M
- N
- O
- P
- Q
- R
- S
- T
- U
- V
- W
- X
- Y
- Z

## M
- Moca-Croce
  - 2014 : Les Francis, film de Fabrice Begotti
- Montegrosso
  - 1972 : Le Fils, film de Pierre Granier-Deferre, avec notamment Yves Montand et Marcel Bozzuffi.
  - 1999 : Anna en Corse, film de Carole Giacobbi

- Haut – A
- B
- C
- D
- E
- F
- G
- H
- I
- J
- K
- L
- M
- N
- O
- P
- Q
- R
- S
- T
- U
- V
- W
- X
- Y
- Z

## N
- Nonza
  - 1947 : Colomba, film d'Emile Couzinet

- Haut – A
- B
- C
- D
- E
- F
- G
- H
- I
- J
- K
- L
- M
- N
- O
- P
- Q
- R
- S
- T
- U
- V
- W
- X
- Y
- Z

## O
- Ogliastro
  - 1947 : Colomba, film d'Emile Couzinet
- Olcani
  - 1947 : Colomba, film d'Emile Couzinet
- Olmi Capella
  - 2007 : Sempre vivu !, film en langue corse de Robin Renucci

- Haut – A
- B
- C
- D
- E
- F
- G
- H
- I
- J
- K
- L
- M
- N
- O
- P
- Q
- R
- S
- T
- U
- V
- W
- X
- Y
- Z

## P
- Palasca
  - 2004 : L'Enquête corse, film d'Alain Berberian
- Piana
  - 2009 : Joueuse de Caroline Bottaro à l'hôtel Les Roches Rouges[4]
  - 2014 : Disparus, téléfilm de Thierry Binisti
- Pietracorbara
  - 1991 : Nous deux, film de Henri Graziani
- Ponte Leccia
  - Le silence, film d'Orso Miret
- Porticcio
  - 1927 : Napoléon, film d'Abel Gance
- Porto
  - 1954 : Corsican Holiday, court-métrage de Douglas Rankin
- Porto Vecchio
  - 1962 : Adieu Philippine, film de Jacques Rozier : au Club-med de Santa Giulia
  - 2004 : L'Enquête corse, film d'Alain Berbérian.
  - 2013 : Les Apaches, film de Thierry de Peretti
  - 2015 : Un moment d'égarement, film de Jean-François Richet : sur la plage de Santa Giulia
- Propriano
  - 2004 : L'Enquête corse, film d'Alain Berbérian.

- Haut – A
- B
- C
- D
- E
- F
- G
- H
- I
- J
- K
- L
- M
- N
- O
- P
- Q
- R
- S
- T
- U
- V
- W
- X
- Y
- Z

## Q
- Quenza
  - 1991 : Nous deux, film de Henri Graziani
  - 2014 : Les Francis, film de Fabrice Begotti[3]

- Haut – A
- B
- C
- D
- E
- F
- G
- H
- I
- J
- K
- L
- M
- N
- O
- P
- Q
- R
- S
- T
- U
- V
- W
- X
- Y
- Z

## R
- Haut – A
- B
- C
- D
- E
- F
- G
- H
- I
- J
- K
- L
- M
- N
- O
- P
- Q
- R
- S
- T
- U
- V
- W
- X
- Y
- Z

## S
- Sagone
  - 2024 Borgo. Film de stephan
  - 2014 : Disparus, téléfilm de Thierry Binisti
- Sainte Lucie de Tallano
  - 2004 : L'Enquête corse, fim d'Alain Berbérian.
- Plage de Saleccia
  - 1962 : Le Jour le plus long (The Longest Day), film de Ken Annakin, Andrew Marton, Bernhard Wicki, Gerd Oswald et Darryl F. Zanuck.
- Sant Antonino
  - 2004 : L'Enquête corse, film d'Alain Berberian
- Sartène
  - 2004 : L'Enquête corse, film d'Alain Berbérian
- Sisco
  - 1991 : Nous deux, film de Henri Graziani
- Solaro
  - 2014 : Les Francis, film de Fabrice Begotti

- Haut – A
- B
- C
- D
- E
- F
- G
- H
- I
- J
- K
- L
- M
- N
- O
- P
- Q
- R
- S
- T
- U
- V
- W
- X
- Y
- Z

## T
- Haut – A
- B
- C
- D
- E
- F
- G
- H
- I
- J
- K
- L
- M
- N
- O
- P
- Q
- R
- S
- T
- U
- V
- W
- X
- Y
- Z

## U
- Haut – A
- B
- C
- D
- E
- F
- G
- H
- I
- J
- K
- L
- M
- N
- O
- P
- Q
- R
- S
- T
- U
- V
- W
- X
- Y
- Z

## V
- Valle d'Alesani
  - 2004 : L'Enquête corse, film d'Alain Berberian
- Vescovato
  - 1961 : La Vendetta, film de Jean Cherasse
- Vico
  - 2014 : Disparus, téléfilm de Thierry Binisti

- Haut – A
- B
- C
- D
- E
- F
- G
- H
- I
- J
- K
- L
- M
- N
- O
- P
- Q
- R
- S
- T
- U
- V
- W
- X
- Y
- Z

## Z
- Zonza
  - 2014 : Les Francis, film de Fabrice Begotti

- Haut – A
- B
- C
- D
- E
- F
- G
- H
- I
- J
- K
- L
- M
- N
- O
- P
- Q
- R
- S
- T
- U
- V
- W
- X
- Y
- Z